# Morti nel 762
| Questa pagina contiene informazioni ricavate automaticamente dalle voci biografiche con l'ausilio del template Bio e di un bot. L'aggiornamento è periodico e automatico e ricostruisce completamente la pagina. Se manca una persona in questa lista, sei pregato di non aggiungerla, ma accertati piuttosto che la sua voce biografica contenga il template Bio e che i dati anagrafici siano correttamente compilati. Se il template Bio manca, inseriscilo tu stesso o, in alternativa, metti l'avviso {{tmp\|Bio}} che ne segnala la mancanza. Se i dati riportati sono sbagliati, correggi direttamente la voce biografica; le modifiche saranno visibili in questa lista entro pochi giorni. Per chiarimenti vedi il progetto biografie. La lista contiene solo le 6 persone che sono citate nell'enciclopedia e per le quali è stato implementato correttamente il template Bio. Pagina aggiornata al 19 ott 2024. |

- 3 maggio - Xuan Zong, imperatore cinese (n. 685)
- 16 maggio - Su Zong, imperatore cinese (n. 711)
- 30 novembre - Li Bai, poeta cinese (n. 701)
- 6 dicembre - Muhammad al-Nafs al-Zakiyya, politico arabo (n. 718)
- Vineh di Bulgaria, sovrano bulgaro
- Æthelbert II del Kent, sovrano anglosassone